# Ophiopenia
Ophiopenia is een geslacht van slangsterren uit de familie Ophiuridae.

## Soorten
- Ophiopenia disacantha H.L. Clark, 1911
- Ophiopenia tetracantha H.L. Clark, 1911
- Ophiopenia vicina Djakonov, 1935